# The Cinquini'S (jogo eletrônico)
Este artigo é sobre um jogo eletrônico que está em desenvolvimento.
The Cinquini'S é um jogo eletrônico de ação-aventura desenvolvido pelo Diego Studio Games, uma desenvolvedora de jogos e filmes 3D independente localizada no estado de São Paulo, Brasil. Está sendo publicado pela Diego Studio Games para Microsoft Windows e pela Steam e está previsto para ser lançado na PlayStation 4, Xbox One, Xbox Series X/S. O Universo é baseado nos Estados Unidos, as cidades são de ficções criadas e planejadas de acordo com a história do jogo, também para o jogador explorá-las como quiser. O jogo conta com dois protagonistas, George Miles, um homem solitário que carrega um passado violento, Scott Mackenzie, um bêbado viciado em jogos de azar. O jogo tem sistema de trabalho, com isso o personagem poderá ser remunerado ao trabalhar, mas para isso é necessário estar apto nas funções. O game também contará com câmeras em terceira pessoa e primeira pessoa, deixando o jogo mais próximo do jogador, a qual a tela exibe o que o personagem do jogador veria com seus próprios olhos. Esse ponto de vista é usado também para exibir a perspectiva em um veículo e aeronave.
A ideia do desenvolvimento do jogo surgiu em 2019, quando o autor Diego Cinquini criou um roteiro para produzir seu primeiro filme 3D, mas conforme a complexidade do jogo e o baixo investimento, então foram feitas adaptações necessárias para a projeção do jogo. Inspirado no jogo The Godfather e Mafia III, o mapa é 100% original, com cerca de 100 KM, podendo se mover livremente para qualquer lugar. Os primeiros anos do desenvolvimento foi para o planejamento e documento de design de jogo, além da formação da equipe que eram menos de cinco pessoas trabalhando no projeto. A produção foi inicializada em 2020, após a escolha do principal motor gráfico Unity. O jogo The Cinquini'S foi revelado oficialmente na internet ainda em 2020, após vídeos e Jogabilidade serem divulgadas nas mídias digitais. Desde então, o Diego Studio Games vem ganhando popularidade na internet, gerando grandes verossimilhança por diversos apoiadores e sendo frequentemente apelidado de "Grand Theft Auto brasileiro"  por conta de sua similaridade no Mundo aberto no jogo The Cinquini'S.
Em setembro de 2020, o Diego Studio Games foi divulgado oficialmente no site e rede social da Brasil Game Show deixando o jogo mais conhecido, principalmente depois que o Diego Studio Games foi entrevistado ao vivo pelo apresentador Fred Mascarenhas no quadro da Brasil Game Show na plataforma do Youtube e Twitter. O jogo estará disponível por sete dias no evento patrocinado pelo Banco do Brasil na feira da Brasil Game Show. Uma versão Ciclo de vida de liberação de software pré-alfa será lançada em 20 de setembro de 2023, com muitas atualizações e algumas missões do modo história.

Desenvolvimento
Depois do falecimento de Henrique Conti, um dos membros principais da empresa, tiveram cortes na equipe e mudanças no planejamento do jogo, além  disso o mapa da demo foi reduzido por falta de investimento, uma vez que o Henrique era um dos principais apoiadores do jogo The Cinquini'S. Por se tratar de um jogo baseado de mundo aberto, contendo cidades, oceanos, florestas, rodovias e interações modo realista, The Cinquini'S é considerado um dos jogos mais aguardados para  o lançamento. A produção do jogo é gradativo devido o pouco investimento e uma equipe, atualmente, contendo quatro colaboradores. 

Lançamento
Até o momento a empresa afirmou que o jogo será lançado, primeiramente, em plataformas online e todas as atualizações incluídas. O jogo final está previsto para o final do ano de 2025. 
Referências
The Cinquini'S jogo Independente na BGS
The Cinquini’s um dos jo mais aguardados para o lançamento
Conheça o jogo estilo GTA desenvolvido por brasileiros  
TV O BUXIXO - THE CINQUINI'S
Teoria Geek - Jogo estilo GTA
1. 1 2 3  BGS INDIE: Desenvolvedor fala sobre The Cinquini’s, consultado em 29 de agosto de 2022
2. 1 2  Frias, Léo (27 de agosto de 2022). «Diego Studio Game "The Cinquini's um dos jogos indie mais aguardado para o lançamento do Pré-Alpha». Megalópoles. Consultado em 29 de agosto de 2022
3. 1 2  Postiglioni, Sidney (5 de março de 2021). «Conheça "THE CINQUINI'S" game estilo GTA desenvolvido por brasileiros». Teoria Geek. Consultado em 29 de agosto de 2022
4. ↑  «Conheça "THE CINQUINI'S" game estilo GTA desenvolvido por brasileiros». BandNews FM. 1 de março de 2022. Consultado em 29 de agosto de 2022
5. ↑  Ghidotti, Tiago (4 de março de 2022). «Conheça "THE CINQUINI'S" game estilo GTA desenvolvido por brasileiros». OBuxixo. Consultado em 29 de agosto de 2022